# État d'Hyderabad (1948-1956)
Cet article concerne l'État au sein de l'Inde indépendante. Pour l'État princier avant 1948, voir État d'Hyderabad.
L'Hyderabad est un ancien État du centre de l'Inde. Ancien État princier du Raj britannique, il est annexé en 1948 par l'armée indienne après l'indépendance du pays.
En 1956, l'Hyderabad est partagé selon des frontières linguistiques entre les États de Bombay, Mysore et d'Andhra Pradesh et `Othman `Alî Khân a été nommé Rajpramukh (gouverneur) du nouvel État selon le vote du public.

## Histoire
Au moment de l'Indépendance de l'Inde en 1947, l'Hyderabad est le plus grand des États princiers du Raj britannique. 
Le nizam Asaf Jah VII ambitionne d'en faire un État indépendant mais l'armée indienne envahit l'Hyderabad et l'annexe comme État de l'Union indienne. 
En novembre 1956, le States Reorganisation Act divise l'Hyderabad selon des considérations linguistiques :
- la région nord-est de langue télougou, comprenant la ville d'Hyderabad, est rattaché à l'Andhra Pradesh ;
- la région occidentale de langue kannada est rattaché à l'État de Mysore ;
- le Marathwada, au nord-ouest, de langue marathi, intègre l'État de Bombay.